# توب غير (موسم 24)
توب غير 24 (بالإنجليزية: Top Gear)‏ هو السلسلة الرابعة والعشرون للبرنامج التلفزيوني البريطاني الذي يهتم بالمركبات، توب جير، تم إنتاجه في المملكة المتحدة. بدأ عرضه في سنة 2017. عرض على بي بي سي تو. بلغ عدد حلقاته 7 حلقات، تم بث البرنامج لأول مرة بتاريخ 5 مارس 2017 بينما تم بث آخر حلقة منه بتاريخ 23 أبريل 2017. مقدمو البرنامج مات لوبلان وروري ريد وكريس هاريس.